# 今江大地
今江 大地（いまえ だいち、1995年11月6日 - ）は、日本の俳優。
京都府出身。STARTO ENTERTAINMENT俳優部に所属。

## 来歴
小学校6年生のころにテレビで踊る人を見て「こういうふうになりたい」と言い、ダンスを習い始める。親戚が入院したとき、元気づけるために病室で踊っていたところ、その様子を見た親戚のおばが「ジャニーズ入りや」とすすめ、親は実際に受けて落ちたら諦めるだろうとオーディションに応募。Hey! Say! JUMPの大阪城ホール公演当日に呼ばれて振付を渡され、実際に本番で踊るというオーディションだったが、振りが難しくできていないことを自覚しつつもがむしゃらに踊り続けたところ、ジャニー喜多川に「元気でいいね」と言われ、2009年にジャニーズ事務所に入所し、関西ジャニーズJr.として活動を始める。同期に末澤誠也や草間リチャード敬太、大橋和也がいる。関西ジャニーズJr.内ユニット・Little Gangsや、Gang Starの一員として活動。
高校3年生のころ、宇宙に興味をもち、宇宙飛行士を夢見て学校に相談したところ、文系だったにもかかわらず先生たちから数学や理科の個人授業を受けることができた。勉強したことで結局これから宇宙飛行士になることは無理だとわかったが、同時に先生への感謝から教員になりたいという気持ちがわき、保健体育の教員免許をとるために大学を選び進学。免許がとれたら事務所を辞めて教師になるつもりでいたが、3回生になるころには免許があればいつでも教師にはなれると考え、活動を継続する。
しかし踊って歌う活動には限界を感じ、辞めることを考えていたころ、2019年に『冒険者たちのホテル〜ドラゴンクエストXに集いし仲間たち〜』で舞台初主演を務めることになる。これが転機であったことをのちに振り返っているが、「大変やったけど、楽しかった。そこで新しい道がパンッと開けた気がした」とやりがいを感じ、事務所内で話し合いを重ね、2020年に俳優業をメインにすると決意。ダンスやアクロバットに定評があったが、2020年6月にファン向けブログで俳優業に専念することを発表した。
2023年にジャニーズJr.を卒業した。

## 人物
無類のラーメン好きで、自らが足を運んだ各店の情報を記録した「ラーメンアルバム」と名付けた手作りノートを作成している。雑誌でラーメンの連載も担当していた。
中学・高校の保健体育の教員免許をもつ。
2024年、timeleszの新メンバーを決定するオーディション『timelesz project』に4次審査から合流したが、通過はならなかった。

## 出演
ユニットでの出演はLittle Gangs、Gang Starを参照。個人での出演のみ記載。

### 舞台
- 冒険者たちのホテル〜ドラゴンクエストXに集いし仲間たち〜（2019年12月18日 - 26日、俳優座劇場） - 主演・藤澤智彦 役[8][16]
- ラン・フォー・ユア・ワイフ（2021年4月7日 - 14日、オルタナティブシアター / 4月23日 - 25日、愛知県産業労働センター ウインクあいち 大ホール / 11月5日 - 7日、COOL JAPAN PARK OSAKA TTホール[注釈 1]） - 主演・ジョン・スミス 役[19]
- DOGFIGHT（2021年9月17日 - 10月4日、シアタークリエ / 10月6日、日本特殊陶業市民会館 ビレッジホール / 10月21日 - 24日、梅田芸術劇場 シアター・ドラマシティ） - スティーヴンス 役[20]
- 大阪環状線〜大正駅編〜愛のエイサー プロポーズ大作戦（2021年12月11日 - 25日、大阪松竹座） - 主演・新垣亮太 役[10]
- エゴ・サーチ（2022年4月10日 - 24日、紀伊國屋ホール / 4月30日 - 5月1日、サンケイホールブリーゼ） - 主演・一色健治 役[21][22]
- ミュージカル『スワンキング』（2022年6月8日 - 17日、東京国際フォーラム ホールC / 7月1日 - 3日、オリックス劇場 / 7月9日 - 10日、刈谷市総合文化センターアイリス 大ホール / 7月17日 - 18日、キャナルシティ劇場） - オットー 役[23]
- 新選組始末記（2022年11月11日 - 20日、ヒューリックホール東京）  - 主演・藤堂平助 役[24][25]
- 12人のおかしな大阪人2023（2023年1月7日 - 17日、紀伊國屋ホール / 1月21日 - 22日、松下IMPホール） - 大学生 役[26]
- "Le gai mariage"『ル･ゲィ･マリアージュ〜愉快な結婚』（2023年3月31日 - 4月16日、六本木トリコロールシアター） - 主演・アンリ・ド・サシー 役[27]
  - "Le gai mariage"『ル・ゲィ・マリアージュ〜愉快な結婚〜』〜ストレートプレー〜（2024年10月25日 - 11月17日予定、六本木トリコロールシアター） - ドド 役[28]
- WBB vol.22「スパイのスパイス」（2023年5月13日 - 5月21日、あうるすぽっと〈豊島区立舞台芸術交流センター〉） - 主演・斑鳩凪 役[29]
- LEGEND STAGE PRODUCE「夕-ゆう-」（2023年6月30日 - 7月9日、シアターサンモール） - 主演・相川元弥 役[30]
- CINEMATIC STAGE『危いことなら銭になる』（2023年10月7日 - 15日、ニッショーホール / 10月21日・22日、京都劇場） - 土方哲三 役[31]
- ラフテイル・オブ・アラジン 〜Aladdin and the Magic Lamp Story〜（2023年11月22日 - 26日、こくみん共済 coop ホール/スペース・ゼロ） - 主演・ジンニー 役（松本幸大とW主演）[32]
- 音楽朗読劇 THE LITTLE MATCH GIRL 〜アンデルセン童話『マッチ売りの少女』より〜（2023年12月2日・3日、博品館劇場）[33]
- プールサイドの男たち（2023年12月25日 - 2024年1月8日、六本木トリコロールシアター）[34]
  - プールサイドの魚たち（2024年6月14日 - 30日、六本木トリコロールシアター）[35]
- ある閉ざされた雪の山荘で（2024年1月22日 - 28日、大手町三井ホール） - 本多雄一 役[36][37]
- 〜Fallait pas le dire〜『それを言っちゃお終い』VII. 〜ストレートプレー〜（2024年2月23日 - 3月3日、六本木トリコロールシアター）[38]
- キ上の空論 獣三作 一作め「けもののおとこ」（2024年3月23日 - 31日、紀伊國屋ホール） - 鏑木 役[39]
- 役替わり朗読劇「5years after」ver.11（2024年5月24日 - 26日、赤坂RED/THEATER）[40]
- ブラックジャックによろしく（2024年7月31日 - 8月12日、赤坂RED/THEATER） - 主演（三浦涼介とW主演）[41]
- 理系が恋に落ちたので証明してみた。（2024年9月12日 - 16日、こくみん共済 coop ホール/スペース・ゼロ） - クリス・フロレット 役[42]
- キャッシュ・オン・デリバリー（2025年2月6日 - 9日、あうるすぽっと / 2月14日 - 16日、名古屋市中川文化小劇場 / 3月8日・9日、松下IMPホール） - 主演・エリック・スワン 役[43]
- 30-DELUX Special Theater 2025『デスティニー -アドラメレクの鏡-』（2025年4月18日 - 27日、サンシャイン劇場 / 5月3日・4日、久留米シティプラザ ザ・グランドホール / 5月16日 - 18日、サンケイホールブリーゼ / 5月23日 - 25日、名古屋市芸術創造センター / 5月28日、さいたま市文化センター 大ホール） - ナルキス 役[44]
- LEGENDSTAGE feat. カムカムミニキーナ「よろしく候〜BOTTOM OF HEART〜」（2025年6月26日 - 30日、シアター1010） - 小六 役[45]
- 絵本朗読LIVE「ビロードのうさぎ〜ペールトーン〜」（2025年7月9日・16日・18日・21日、CBGKシブゲキ!!） - ウサギ 役[46][47]
- キ上の空論「彷徨の指指 R-18」（2025年9月20日 - 28日〈予定〉、上野ストアハウス） - 主演[48]
- 舞台「いつかアイツに会いに行く」（2025年10月10日 - 20日〈予定〉、紀伊國屋サザンシアター TAKASHIMAYA / 10月25日〈予定〉、COOL JAPAN PARK OSAKA TTホール） - 主演・荒川襷 役[49]
- act ACE presents #01 舞台『君に似合う花言葉』（2025年11月6日 - 10日〈予定〉、CBGKシブゲキ!!） - 主演[50]

### テレビドラマ
- ラーメンD 松平國光 第3話・第4話（2024年3月31日、日テレプラス ドラマ・アニメ・音楽ライブ） - 小池蓮 役[51]

### ラジオ番組
- レコメン!（2023年3月27日[52] - 2024年3月29日[53]、文化放送・NRN系)  - 月〜木曜深夜0時台パーソナリティ[54][55]

### 配信番組
- timelesz project -AUDITION- episode07 - episode10（2024年12月6日 - 12月27日配信、Netflix）[14][15]

## 雑誌連載
- KADOKAWA『関西ウォーカー』「今江大地のラーメンアルバム」（2018年25号〈2018年12月4日発売号〉 - 2020年12月号〈2020年11月20日発売号〉）[13][56]